# Хотиня
Хотиня (пол. Chotynia) — село в Польщі, у гміні Соболев Ґарволінського повіту Мазовецького воєводства.
Населення — 460 осіб (2011).
У 1975-1998 роках село належало до Седлецького воєводства.

## Демографія
Демографічна структура станом на 31 березня 2011 року:
|          | Загалом | Допрацездатний вік | Працездатний вік | Постпрацездатний вік |
| -------- | ------- | ------------------ | ---------------- | -------------------- |
| Чоловіки | 235     | 50                 | 152              | 33                   |
| Жінки    | 225     | 58                 | 110              | 57                   |
| Разом    | 460     | 108                | 262              | 90                   |